# Нема зв'язку
«Нема зв'язку» (англ. No Connection) — науково-фантастичне оповідання американського письменника Айзека Азімова, вперше опубліковане у червні 1948 року журналом Astounding Science Fiction. Увійшло до збірки «Ранній Азімов» (1972).

## Сюжет
На початку описується життя «типового американця» Рафа, що працює археологом. Згодом з'ясовується, що він не людина і дія відбувається в далекому майбутньому. Після того, як люди вимерли, в Північній та Південній Америці розвинувся розумний вид ґарроу, що походить від ведмедів. Вони лисі, але в дитинстві мають шерсть, як у предків. Ґарроу мирно проживають спільнотами зі спільною власністю, торгують і обмінюються знаннями. Їхнє суспільство безкласове, привілеї надаються лише за майстерність у праці. Наука ґарроу досягнула рівня людської першої половини XX століття, проте, їм мало відомо про інші континенти.
Раф дізнається від свого сина, що на східному узбережжі висадилися невідомі істоти. Вони схожі на «первісних приматів», останки яких знаходять повсюдно. Раф давно й безуспішно намагається переконати інших учених, що «первісні примати» були цивілізацією, що не поступалася в розвитку ґарроу. Він вирушає поглянути на чужинців, вважаючи, що вони пов'язані з вимерлою цивілізацією. Чужинці при висадці вбивають декількох ґарроу, сприйнявши їх за звірів. Потім виявляється, що вони біженці від деспотичної влади. Місцевий адміністратор ґарроу розповідає Рафу, що прибульці, названі ііканами, — це нащадки шимпанзе. Вони мають вогнепальну зброю, якою не користуються ґарроу. Іікани живуть у великих містах, але (що дивує ґарроу), регулярно воюють між собою. Дарроу робить висновок, що між їхніми двома видами нема зв'язку, але в минулому їхні континенти були ближче один від іншого. Інформація про ііканів тримається в таємниці, вчені ґарроу намагаються відтворити деякі технології прибульців, але широкий контакт очевидно неминучий і станеться вже незабаром.
Згодом Раф дізнається від хіміка Дерніна, що «первісні примати», як і іікани, жили великими групами, в загинули внаслідок сильної радіації. Він, однак, не усвідомлює, що скупчення скелетів — це залишки міст, а дія радіації — наслідок атомної війни.
Розвідники ґарроу повертаються з іншого континенту, населеного ііканами. Вони доповідають, що внаслідок хижацького використання природних ресурсів та перенаселення іікани планують колонізацію Америки. Іікани не вважають ґарроу розумними істотами і ймовірно винищать, оскільки вже досягли технологічного рівня людей середини XX століття. Раф важко сприймає це відкриття та ніяк не розуміє який зв'язок між загрозою ііканів і людьми.